# Història de la Humanitat
|  | Per a altres significats, vegeu «història de la humanitat». |

Història de la Humanitat (originalment en anglès, Andrew Marr's History of the World) és una sèrie de televisió documental de la BBC de 2012, presentada pel periodista Andrew Marr, que cobreix 70.000 anys d'història mundial des d'abans de l'inici de la civilització, quan els pobles nòmades africans es van estendre per tot el món i es van establir per convertir-se en els primers agricultors, fins al segle xx, l'any 1998.
La sèrie destaca per les seves elaborades recreacions semblants a Hollywood de moltes de les persones i esdeveniments en què Marr emmarca la seva història. Es va tenir molta cura en la vestimenta i en l'ús de la llengua original dels retratats. A això s'hi afegeixen efectes digitals elaborats, com una recreació del Palau de Cnossos o els canals de derivació excavats per controlar les inundacions del riu Groc.
El 2018 es va estrenar el doblatge en català al canal 33.

## Episodis
| # | Títol                               | Data d'emissió original | Espectadors (Regne Unit) |
| --- | ----------------------------------- | ----------------------- | ------------------------ |
| 1 | «El temps de la supervivència»      | 23 setembre 2012        | 3,85 milions             |
| Com els primers humans es van estendre pel món, adaptant-se i sobrevivint contra pronòstics.           |                                     |                         |                          |
| 2 | «El temps de l'imperi»              | 30 setembre 2012        | 2,54 milions             |
| La història dels primers imperis que van establir les bases del món modern.                            |                                     |                         |                          |
| 3 | «El temps de la paraula i l'espasa» | 7 octubre 2012          | 2,37 milions             |
| L'episodi cartografia les revolucions espirituals que van sacsejar el món entre el 300 aC i el 700 dC. |                                     |                         |                          |
| 4 | «El temps de la llum»               | 14 octubre 2012         | 2,6 milions              |
| L'edat mitjana, quan els víkings exploraven diverses terres i les saquejaven.                          |                                     |                         |                          |
| 5 | «El temps del pillatge»             | 21 octubre 2012         | 2,33 milions             |
| L'ascens d'Europa: des de la pirateria fins a l'empresa privada.                                       |                                     |                         |                          |
| 6 | «El temps de la revolució»          | 28 octubre 2012         |                          |
| Un moment en què la gent de tot el món es va aixecar en nom de la llibertat i la igualtat.             |                                     |                         |                          |
| 7 | «El temps de la indústria»          | 4 novembre 2012         |                          |
| Com la revolució industrial va contribuir a modelar el món modern.                                     |                                     |                         |                          |
| 8 | «El temps dels extrems»             | 11 novembre 2012        |                          |
| La bomba atòmica i altres avenços al segle XX: la nostra època.                                        |                                     |                         |                          |